# Butuán
Butuán (filipino: Butwan; malayo: Butuan; chino: 蒲端, Púduān) es una ciudad altamente urbanizada en la Región de Caraga en Filipinas. Y también la capital de esta región. Está situada al nordeste del valle de Agusan, al norte de la isla de Mindanao, a lo largo del río Agusan. Limita al norte, oeste y sur con Agusan del Norte, al este con Agusan del Sur y al noroeste con la bahía de Butuán.
Según el censo de 2000, cuenta con 267 279 habitantes, en 50 273 hogares.

## Barangayes
Butuán está políticamente subdividida en 87 barangayes. De los que 27 son áreas urbanas.
| - Agao Pob. (Bgy. 3) - Agusan Pequeño - Ambago - Aramania - Amparo - Ampayon - Anticala - Antongalon - Aupagan - Baan KM 3 - Babag - Baluyut - Bading Pob. (Bgy. 22) - Bancasi - Banza - Baobaoan - Basag - Bayanihan Pob. (Bgy. 27) - Bilay - Bit-os - Bitan-agan - Bobon - Bonbon - Bugabus - Buhangin Pob. (Bgy. 19) - Cabcabon - Camayahan - Baan Riverside Pob. (Bgy. 20) - Datu Silongan - Dankias - Imadejas Pob. (Bgy. 24) - Diego Silang Pob. (Bgy. 6) | - Doongan - Dumalagan - Golden Ribbon Pob (Bgy. 2) - Dagohoy Pob. (Bgy. 7) - Jose Rizal Pob. (Bgy. 25) - Holy Redeemer Pob. (Bgy. 23) - Humabon Pob. (Bgy. 11) - Kinamlutan - Lapu-lapu Pob. (Bgy. 8) - Lemon - Leon Kilat Pob. (Bgy. 13) - Libertad - Limaha Pob. (Bgy. 14) - Los Angeles - Lumbocan - Maguinda - Mahay - Mahogany Pob. (Bgy. 21) - Maibu - Mandamo - Manila de Bugabus - Maon Pob. (Bgy. 1) - Masao - Maug - Fort Poyohon (Bgy. 17) - New Society Village Pob. - Ong Yiu Pob. (Bgy. 16) - Pianing - Pinamanculan | - Rajah Soliman Pob. (Bgy. 4) - San Ignacio Pob. (Bgy. 15) - San Mateo - San Vicente City of Angels - Sikatuna Pob. (Bgy. 10) city of Sunog - Silongan Pob. (Bgy. 5) - Sumilihon - Tagabaca - Taguibo - Taligaman - Tandang Sora Pob. (Bgy. 12) - Tiniwisan - Tungao - Urduja Pob. (Bgy. 9) - Villa Kananga - Obrero Pob. (Bgy. 18) - Bugsukan - De Oro - Dulag - Florida - Nong-nong - Pagatpatan - Pangabugan - Salvación - Santo Niño - Sumile - Slaughter (Bgy. 18 P-8) - Don Francisco - Pigdaulan |

## Ayuntamiento
- Alcalde: HON. DEMOCRITO D. PLAZA
- Teniente de alcalde: HON. DINO CLAUDIO M. SANCHEZ

- Concejales: 
  - HON. RAMON P. CARAMPATANA
  - HON. LOPE A. BUÑOL
  - HON. RANDOLPH B. PLAZA
  - HON. JOSEPHINE M. SALISE
  - HON. SALVADOR V. CALO
  - HON. RODRIGO DAYADAY
  - HON. AUDIE BERNABE
  - HON. RAUL o. AMOC
  - HON. ERWIN DANO
  - HON. LAW FORTUN

## Historia
Butuán fue el primer aliado de la Corona de Castilla, permaneciendo siempre fiel a los españoles:

"...Doblada esta punta, comienza la costa N., y á 13 leg. de distancia se halla el rio de Butuán : junto á este r. está el pueblo de su mismo nombre, el cual es célebre en nuestra historia, por ser la primera tierra que pisaron los españoles en el archipiélago, y el primer confederado que tuvieron en Filipinas. El domingo de Pascua de Resurrección del año 1521 estaba Magallanes en Ruluan; mandó celebrar en tierra el Santo Sacrificio de la misa, y colocó una cruz en un montecillo cerca de la playa. Los naturales asistieron á estas funciones y le permitieron lomar posesión del pais en nombre de la corona de Castilla; después de esto salió para Cebú, y los butuanos se han mantenido siempre fieles al rey de España y á la religión que recibieron de los misioneros..."
Buzeta y Bravo, Tomo 1, 506 CAR

A finales del siglo XIX era sede de la Comandancia político-militar de Butuán en el Tercer Distrito o provincia de Surigao con sede en Surigao. El distrito comprendía el NE. y Este de la isla de Mindanao y, además, las de Bucas, Dinágat, Ginatúan, Gipdó, Siargao, Sibunga y varios islotes.

"...Depende del distrito de Surigao la comandancia de Butuán, capital Butuán de 12.013 habitantes, la población más bonita del distrito, situada en el seno de su nombre, en la parte Norte de Mindanao. Confina esta comandancia, al N. con dicho seno y el distrito de Surigao, al E. y S. también con Surigao y al O. con el distrito de Misamis..."

"...En 1872 se levantó un monumento á Hernando de Magallanes para conmemorar el sitio en que se celebró la primera misa en Filipinas; es de piedra, de dos cuerpos, concluyendo con una pirámide truncada; la inscripción está hecha con letras de oro sobre una lápida de mármol de Italia..."
El Archipiélago Filipino.
 Colección de datos. 
Por algunos padres de la Misión de la Compañía de Jesús en estas islas.

### Pueblos y visitas

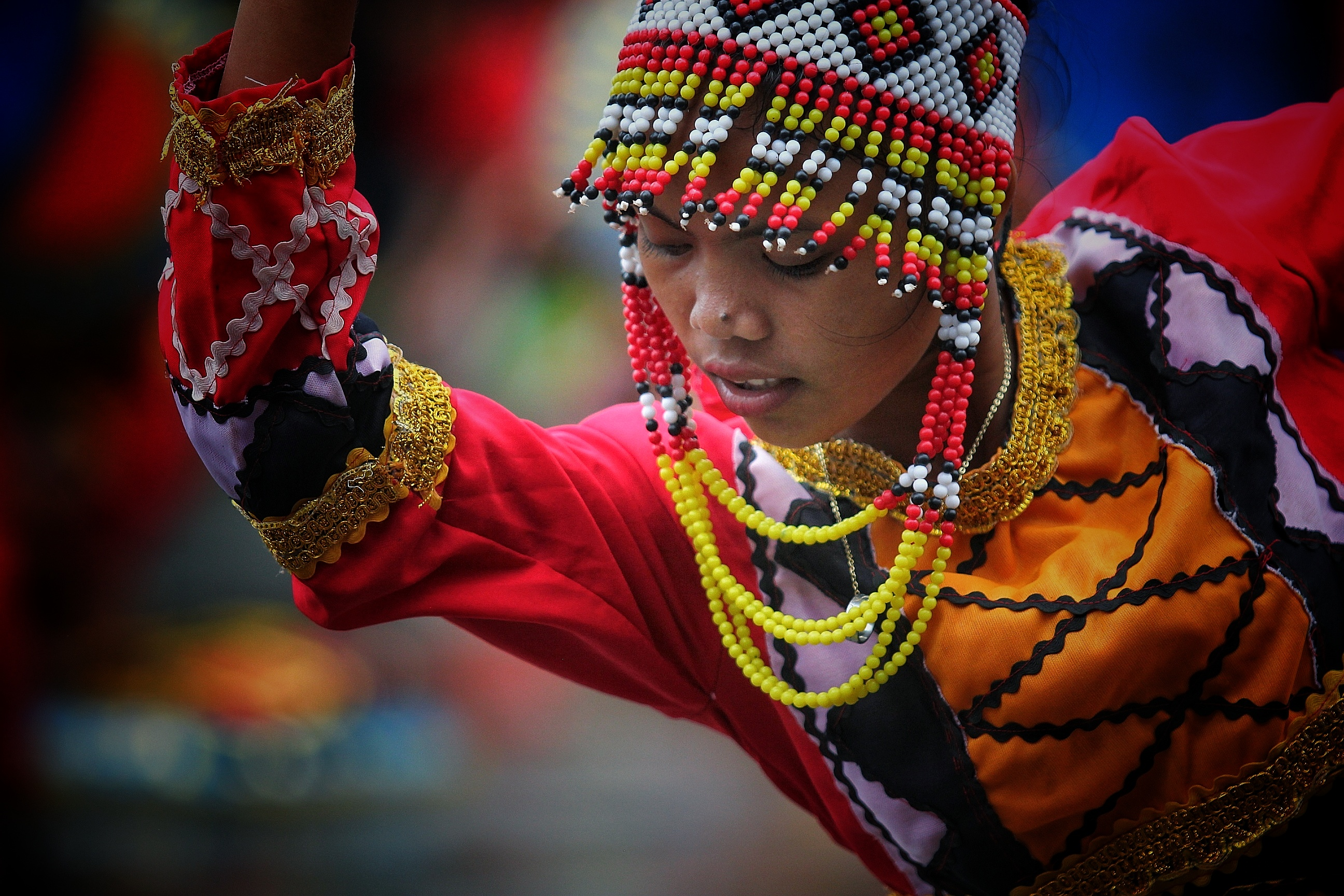
Chica Manobo bailando durante el Festival Kahimunan en Butuan en 2019.

El pueblo de Butuán cuenta como visitas: Túbay, Tolosa, Amparo, Comillas, Carmen, Nasipit, uno de los más hermosos y seguros puertos del Norte de Mindanao, Santa Ana, San Ignacio, San Vicente, Candelaria de Tobra y Tortosa.
Pertenecen á esta comandancia, además de Mainit y sus visitas, todos los pueblos y visitas respectivas situados á orillas del río Agusan:
- La Esperanza de 2460 almas, con las visitas de Las Nieves, Verdú, San Estanislao, Concordia, Remedios, Milagros y Corinto;
- Talacogon de 8560, con las visitas de La Paz, Sagunto, Asunción, San Luis, Guadalupe y Santa Inés;
- Prosperidad de 3144, con las visitas de Azpetia, Los Arcos, Borbón, Ebro, Novelé y Rosario;
- Veruela de 4597, con las visitas de Patrocinio, Borja, Vigo, San Pedro, Clavijo, Loreto, Gracia, Ausona, San José, Trento, Cuevas, Tudela y San Isidro;
- Játiva de 1848, con las visitas de Moncayo, Gandía, Pilar, Compostela y Gerona;
- Mainit (separado de las orillas del Agusan) de 4607, con las visitas de Jabonga, San Roque, Santiago y San Pablo.

## Ciudades hermanas

### Ciudades hermanas que están confirmadas
- Adelaida, Australia Meridional, Australia.
- Baguio, Filipinas.
- Cebú, Filipinas.
- Itakura, Gunma, Japón.
- Iligan, Filipinas.
- Kasai, Hyōgo, Japón.
- Kitakyūshū, Prefectura de Fukuoka, Japón.
- Lapulapu, Filipinas.
- Makati, Filipinas.
- Maragusan, Filipinas.

### Ciudades hermanas que están pendiente de la confirmación
- Bacólod, Filipinas.
- Bayugan, Filipinas.
- Cagayán de Oro, Filipinas.
- Dapitan, Filipinas.
- Dávao, Filipinas.
- Digos, Filipinas.
- El Salvador, Filipinas.
- General Santos, Filipinas.
- Gingoog, Filipinas.
- Kidapawan, Filipinas.
- Koronadal, Filipinas.
- Legazpi, Filipinas.
- Malaybalay, Filipinas.
- Mandaue, Filipinas.
- Ozamiz, Filipinas.
- Pagadían, Filipinas.
- Puerto Princesa, Filipinas.
- Sabrosa, Norte
- Surigao, Filipinas.
- Tagum, Filipinas.
- Tandag, Filipinas.
- Valencia, Comunidad Valenciana, España
- Zamboanga, Filipinas.